# Мальва приземистая
Ма́льва призе́мистая или просви́рник приземистый, мальва низкая или просвирник ни́зкий, мальва ма́ленькая или просвирник маленький (лат. Málva pusílla), также просвирник круглоли́стный, — травянистое растение, вид рода Мальва (Malva) семейства Мальвовые (Malvaceae).

## Ботаническое описание

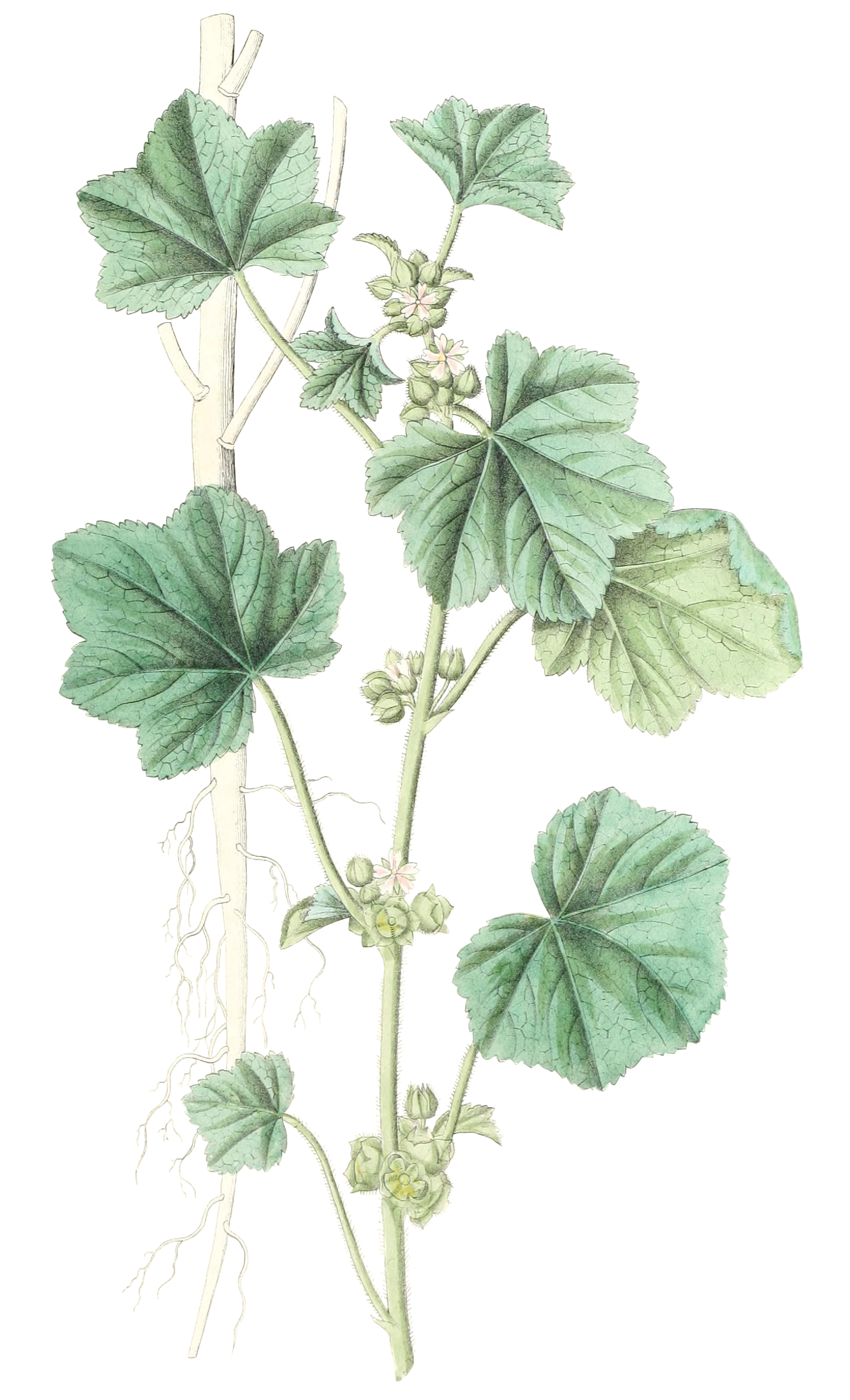

Многолетнее, двулетнее или однолетнее растение с несколькими прямостоячими до лежачих стеблями до 50 см длиной, неоднократно от основания разветвлёнными. Корень тонкий, стержневой.
Листья длинночерешчатые, черешки сверху с густым опушением. Прилистники 4—6 × 2—3 мм, яйцевидно-ланцетные. Пластинка листа 2—6 см длиной и 3,5—8 см шириной, почковидная в очертании, с пятью полукруглыми и двумя неполными краевыми лопастями, по краю неправильно зубчатыми; верхняя поверхность пластинки голая или с редкими простыми волосками, нижняя — также голая или по жилкам с редкими простыми волосками, иногда опушённая полностью.
Цветки в пазушных мутовках по 3—4(10), редко одиночные, на волосистых цветоножках 2—5 см длиной. Подчашие из почти голых линейных листочков, уступающих чашечке по длине. Чашелистики колокольчатая, с яйцевидно-треугольными почти голыми долями. Венчик белый, при высыхании иногда синеватый, с продолговато-ланцетными лепестками, на верхушке неглубоко выемчатыми.
Схизокарпии из 8—15 плодиков, несколько опушённых по спинке.

## Распространение и экология
Происходящее из умеренных регионов Азии, в настоящее время растение распространено в умеренных регионах на всех континентах. В ряде стран Европы, а также в США, Канаде и Доминиканской республике включено в списки опасных инвазивных видов.

## Классификация

### Таксономическое положение
- Malva pusilla Sm., 1794, Engl. Bot. 4: t. 241

Вид Мальва приземистая относится к роду Мальва (Malva) семейства Мальвовые (Malvaceae) порядка Мальвоцветные (Malvales), последовательно входящего в клады Мальвиды → Розиды → Суперрозиды → Эвдикоты → Цветковые растения. Таксономическая схема в соответствии с Системой APG IV по состоянию на декабрь 2023 года:
|  |                          |  |                                   |                                   |                     |  | еще 9 семейств | еще 9 семейств |                        |  |  |  | еще 64 подтвержденных вида и 94 таксона, ожидающих подтверждения |
|  |                          |  |                                   |                                   |                     |  | еще 9 семейств | еще 9 семейств |                        |  |  |  | еще 64 подтвержденных вида и 94 таксона, ожидающих подтверждения |
|  |                          |  |                                   | порядок Мальвоцветные             |                     |  |                |                | род Мальва             |  |  |  |                                                                  |
|  |                          |  |                                   | порядок Мальвоцветные             |                     |  |                |                | род Мальва             |  |  |  |                                                                  |
|  | клада Цветковые растения |  |                                   |                                   | семейство Мальвовые |  |                |                | вид Мальва приземистая |  |  |  |                                                                  |
|  | клада Цветковые растения |  |                                   |                                   | семейство Мальвовые |  |                |                |                        |  |  |  |                                                                  |
|  |                          |  | ещё 63 порядка цветковых растений | ещё 63 порядка цветковых растений |                     |  |                | еще 251 род    | еще 251 род            |  |  |  |                                                                  |
|  |                          |  |                                   | ещё 63 порядка цветковых растений |                     |  |                |                | еще 251 род            |  |  |  |                                                                  |

### Синонимы
- Althaea borealis Alef.
- Malva borealis Wallm.
- Malva bracteata Rchb.
- Malva crenata Kit.
- Malva henningii Goldb.
- Malva lignescens Iljin
- Malva pseudoborealis Schur
- Malva repens Gueldenst.
- Malva rotundifolia L.